# Cantó de Segonzac
El cantó de Segonzac és un cantó francès del departament del Charente, situat al districte de Cognac. Té 16 municipis i el cap és Segonzac.

## Municipis
- Ambleville
- Angeac-Champagne
- Bourg-Charente
- Criteuil-la-Magdeleine
- Gensac-la-Pallue
- Genté
- Gondeville
- Juillac-le-Coq
- Lignières-Sonneville
- Mainxe
- Saint-Fort-sur-le-Né
- Saint-Même-les-Carrières
- Saint-Preuil
- Salles-d'Angles
- Segonzac
- Verrières

| Data d'elecció                           | Identitat         | Partit                     | Qualitat |
| ---------------------------------------- | ----------------- | -------------------------- | -------- |
| 1949-1973                                | Robert Bonnaud    | Divers gauche              |          |
| 1973-1985                                | Max Cointreau     | Divers droite, després UDF |          |
| 1985-1998                                | Pierre Hitier     | RPR                        |          |
| 1998-2011                                | Philippe Bonnaud  | UDF, Divers droite         |          |
| 2011-                                    | Jérôme Sourisseau | MoDem                      |          |
| les dades anteriors no són pas conegudes |                   |                            |          |
|                                          |                   |                            |          |